# Anaya
|  | Per a altres significats, vegeu «Editorial Anaya». |

Anaya és un municipi de la província de Segòvia, a la comunitat autònoma de Castella i Lleó.

## Demografia
| 1991 | 1996 | 2001 | 2004 | 2007 |
| ---- | ---- | ---- | ---- | ---- |
| 136  | 131  | 132  | 136  | 131  |